# Xenofan

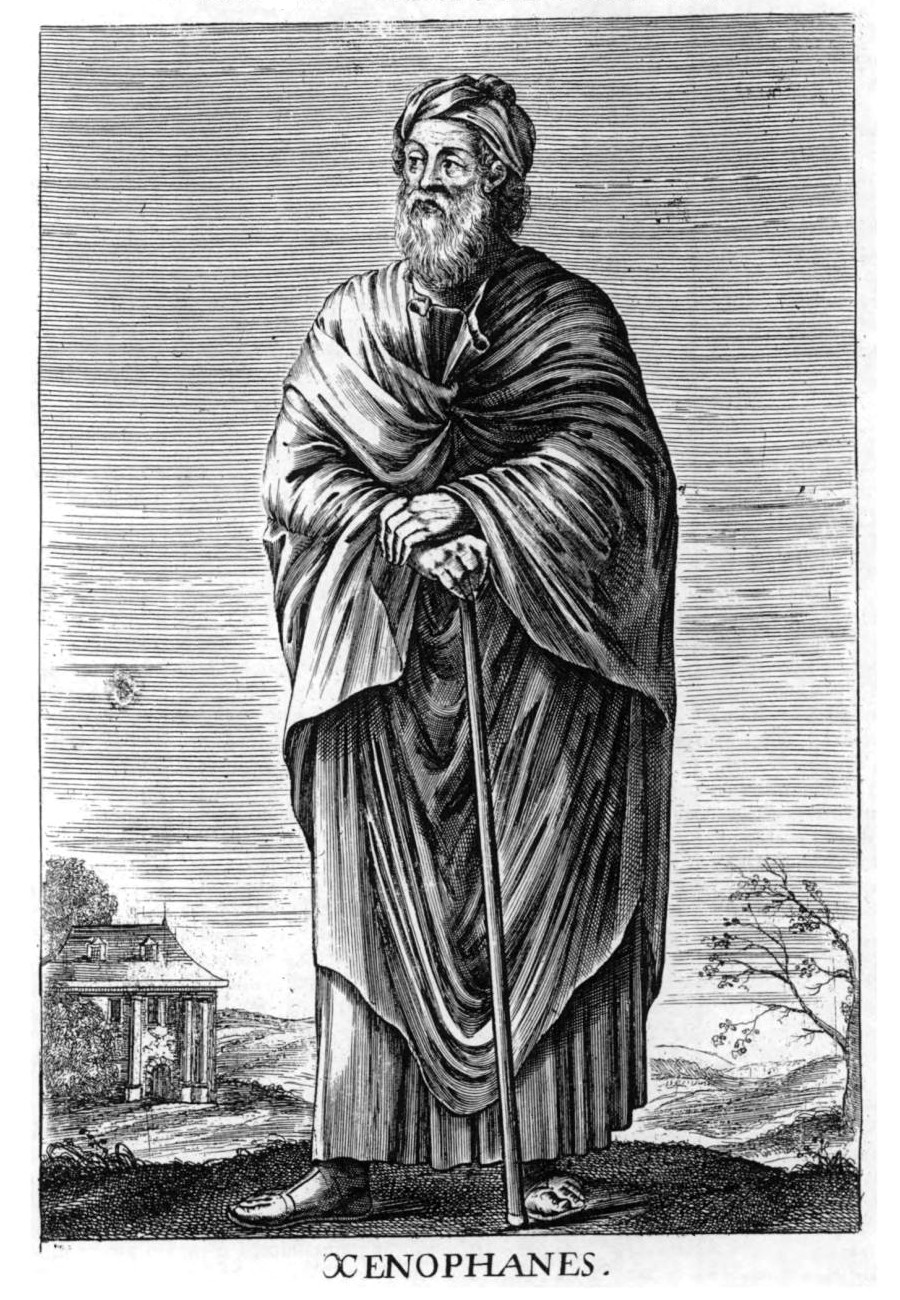
Xenophan în „Istoria Filozofiei” a lui Thomas Stanley

Xenofan din Colofon (în greacă Ξενοφάνης ὁ Κολοφώνιος Xenophanes o Kolophonios) (n. 570 î.Hr., d. 480 î.Hr.) a fost un filosof, poet și rapsod grec.
S-a născut în orașul ionian Colofon, pe care l-a părăsit după cucerirea persană, în jurul vârstei de 25 de ani. Poemele care au rămas de la el dezvăluie câte ceva despre concepția și poziția sa politică și socială.

## Opera
Diogenes Laertios spune că Xenofan și-a compus poemele în hexametri, versuri elegiace și iambice. I se atribuie și un poem epic despre întemeierea cetăților Colofon și Elea. De asemenea, a devenit celebru pentru ai săi „Sili”, poeme polemice. Unii scriitori din perioada creștină s-au referit la lucrarea „Peri physeos” (Despre natură) a lui Xenofan.
Diogenes Laertios, istoriograful filosofiei antice grecești, în lucrarea sa (Despre viețile și operele filosofilor) afirmă că Xenofan 
„îi atacă pe Hesiod și Homer criticându-i pentru descrierea zeilor”

Xenofan s-a remarcat, mai cu seama, în critica antropomorfismului religios, adică a faptului că oamenii înfățișează zeii după felul în care sunt ei: 
„Dacă boii și caii și leii ar avea mâini sau dacă – cu mâinile – ar ști să deseneze și să plăsmuiască precum oamenii, caii și-ar desena chipuri de zei asemenea cailor, boii asemenea boilor, și le-ar face trupuri așa cum fiecare dintre ei își are trupul.”
 De asemenea, Xenofan a observat cel dintâi în cultura occidentală condiționarea socio-culturală a reprezentărilor religioase: 
„Etiopienii spun că zeii lor sunt cârni și negri, tracii – că au ochii albaștri și părul roș…”
Rostul acestei teze este că fiecare popor își înfățișează zeii după propriile sale trăsături. De aici rezulta fie că zeii nu există, teză pe care Xenofan nu a sprijinit-o, fie că ei sunt altfel decât îi înfățișează oamenii, teză care a fost argumentata de el.
Xenofan a fost cunoscut de lumea veche mai ales ca scriitor practicând o critică sarcastică și denunțătoare.
Tot Diogenes Laertios, l-a considerat pe Xenofan profesorul lui Parmenides, Heraclit din Efes l-a disprețuit pentru ca a redus filosofia la erudiție, iar Aristotel i-a numit concepția (simplista).
Unele fragmente metodologice din Xenofan au câștigat admirația unor succesori ca Sir Karl Popper.